# Otto von Kotzebue
Otto von Kotzebue (russisk: Отто Евстафьевич Коцебу, tr. Otto Jevstafjevitj Kotsebu; født 30. december 1787 i Reval, Russiske Kejserrige, nuværende Tallinn, Estland; død 15. februar 1846 i Reval) var en tyskbaltisk søfarer og opdagelsesrejsende i russisk tjeneste. I løbet af sine ekspeditioner i Stillehavet opdagede han ca. 400 øer. I sin levetid gennemførte Kotzebue tre jordsomsejlinger.

## Kotzebues tidlige liv
Kotzebue var den næstældste søn af komedieforfatteren August von Kotzebue. I 1795 som syvårig begyndte han på Marinekadetskolen i Sankt Petersborg, hvor han studerede til 1803. Senere samme år deltog han som kadet på skibet "Nadezjda" i Adam Johann von Krusensterns jordomsejling, som afsluttedes i 1806. Efter hjemkomsten, gjorde han en kort tid tjeneste på Østersøen.
I 1815 udrustede den russiske greve og tidligere rigskansler Nikolaj Rimjantsev en ekspedition for at finde Nordvestpassagen og for nøjere at udforske Stillehavet. Ekspeditionen var godkendt af tsar Aleksander 1., og Kotzebue blev udnævnt til leder af ekspeditionen. At finde en passage gennem det arktiske hav var en vigtig forudsætning for den videre udvikling af kolonien Russisk Amerika.

## Ekspeditionerne i Stillehavet

### Rjurik-ekspeditionen1815-1818
Den 30. juli 1815 forlod Kotzebue havnen i Kronstadt med fartøjet Rjurik og en besætning på ca. 27 mand, på rejsen medfulgte blandt andre også lægen Johann Friedrich von Eschscholtz, digteren og naturfilosoffen Adelbert von Chamisso, naturvidenskabsmanden og botanikeren Morten Wormskiold samt tegneren Louis Choris.
Ruten gik gennem Atlanterhavet til Brasilien hvor man i december nåede Florianópolis i Brasilien, og fartøjet rundede Kap Horn den 22. januar 1816. Rejsens første mål var at nå Kamtjatka-halvøen og Kotzebue fortsatte forbi Påskeøen, gennem Tuamotuøerne og Marshalløerne til han nåede Petropavlovsk-Kamtjatskij den 19. juni.
Rejsen fortsatte mod nord mod Alaska, hvis kyst blev nøje kortlagt, og videre nordpå gennem Beringstrædet hvor Kotzebue nu styrede østpå og opdagede et stræde (i dag kaldet "Kotzebue Sound") i Tjukterhavet, som dog viste sig ikke at være en søvej til Atlanterhavet. Senere vendte skibet igen sydpå og nåede først Pribiloføerne og i september øen Unalaska.
Kotzebue besluttede på dette afgørende tidspunkt at give op. Han styrede nu mod San Francisco og videre til Hawaii og Marshalløerne Skibet havde lidt under den vanskelige polarsejlads og var i dårlig stand. En lokal mand fortalte, at der var pak-is i sejlretningen, og Kotzebues helbred var svigtende. Rjurik vendte tilbage til Rusland og nåede Sankt Petersborg den 3. august 1818.
Ekspeditionen havde opdaget flere nye øer og kortlagt over 400 forskellige øer samt Alaskas vestkyst, og beskrevet en række hidtil ukendte dyr og planter. Men især kunne man videnskabeligt bevise, at en Nordvestpassage skal findes ved at påvise havstrømme. 
I 1821 publicerede Kotzebue en rejseberetning i 3 bind om ekspeditionen A Voyage of Discovery into the South Sea and Bering’s Strait og i 1822 udgav Choris sine tegninger på tryk i værket Voyage pittoresque autour du monde.

### 1823-1826
Kotzebues rejse og resultater gjorde indtryk på tsar Aleksander, som i 1823 overdrog ham opgaven med at udruste en ny ekspedition til Stillehavet. Målet var at bringe forsyninger til bygderne på Kamtjatka og hjælpe det Russisk-Amerikanske Kompagni med bekæmpelse af smugleri og dels at fortsætte udforskningen af området. Kotzebue har nu nået rang af kaptajn i den militære rangorden.
Den 28. juli 1823 forlod Kotzebue atter havnen i Kronstadt med fartøjet Predprijatie (foretagsomhed), som havde en besætning på ca. 144 mand. På rejsen medfulgte også denne gang lægen og videnskabsmanden Johann Friedrich von Eschscholtz.
Ruten gik genem Atlanten og man rundede Kap Horn den 23. december. Rejsen fortsatte gennem Stillehavet forbi Hawaiiøerne, Ratak, Selskabsøerne og Samoa, mod Novo Archangel (det nuværende Sitka), som han nåede i april. Der overvågede han det Russisk-Amerikanske Kompagnis handel frem til august. Kotzebue indledte derefter hjemrejsen mod Rusland over Marianerne, Philippinerne og Ny Kaledonien og nåede Sankt Petersborg den 10. juli 1826.
Under rejsen opdagedes yderligere en række øer, bl.a. Tikehauatollen blandt Tuamotuøerne.

## Kotzebues senere liv
I 1829 forfremmedes han til kommandør og trak sig tilbage fra aktiv tjeneste. I 1830 publicerede Kotzebue en beretning i 2 bind om sin anden rejse i A New Voyage Round the World. Han tilbragte sine sidste år på sit gods nær Kose i Harju amt i Estland og døde den 15. februar 1846 kun 59 år gammel. Hans grav findes på kirkegården ved Nikolaj-kirken i Kose.